# Lamberto Giorgi
Lamberto Giorgi (Roma, 1º marzo 1949) è un conduttore radiofonico e conduttore televisivo italiano.

## Biografia
E' il primogenito di Francesco Giorgi e Maria Roma.
È il fratello maggiore dell'attrice Eleonora Giorgi e lo zio del conduttore televisivo Paolo Ciavarro. Ha cominciato a lavorare negli anni settanta dapprima per RadioRAI, partecipando ad un programma di scarso successo intitolato Radioinsieme, curato e condotto da Jaja Fiastri e Sandro Merli, e più tardi nelle radio libere come DJ, approdando in tv su TVR Voxson, nota rete privata romana, dalla quale ha iniziato a condurre programmi calcistici domenicali assieme all'allora esordiente Sandro Piccinini.
La trasmissione si chiamava Roma e Lazio dal primo minuto e all'interno del programma venivano trasmesse le telecronache delle squadre calcistiche di Roma. Nel 1982 ha fatto un'apparizione nel film Delitto sull'autostrada di Bruno Corbucci, interpretando il ruolo del presentatore del festival "Voci Nuove".
Nel 1983 è passato a Teleroma 56, proponendo la trasmissione In campo con Roma e Lazio, con l'intento di raccontare ai telespettatori le vicende delle due squadre. Il programma, premiato anche con un Telegatto, è divenuto uno dei più longevi della televisione italiana. 
Fra i cronisti lanciati dal suo programma: Sandro Piccinini, Ugo Russo, Pato, Fabio Caressa, Marco Meletti, Simone Braconcini e Gianni Cerqueti.
Ha condotto, oltre ad In campo con Roma e Lazio, i programmi TV Tempi Supplementari ed Anteprima che seguono ed analizzano i pre e post partita delle due squadre capitoline.
Con Aldo Donati ha formato un duo esilarante, ma allo stesso tempo sportivo, dedito allo sfottò tra tifosi, non cadendo mai nella volgarità o nel trash.

## Filmografia
- Delitto sull'autostrada, regia di Bruno Corbucci (1982)